# Adra (Ấn Độ)
Adra là một thị xã điều tra dân số (census town) trong quận Puruliya trong bang Tây Bengal của Ấn Độ.

## Địa lý
Adra có vị trí 23°30′B 86°40′Đ / 23,5°B 86,67°Đ Nó có độ cao trung bình là 154 mét (505 foot).

## Cơ cấu dân số
Theo điều tra dân số Ấn Độ năm 2001, Adra có dân số 22.030 người. Nam giới chiếm 52% dân số, nữ giới chiếm 48% dân số. Adra có tỷ lệ biết chữ bình quân 73%, cao hơn mức trung bình 59,5% của toàn quốc; với 56% đàn ông và 44% phụ nữ biết chữ. 10% dân số có độ tuổi dưới 6.